# 巫蛊之祸
巫蛊之祸，也稱作巫蛊之獄或巫蛊之乱，是西汉征和二年（前91年）汉武帝在位晚年（66岁）时發生的一場政治动乱，對之後的汉朝政治影響深遠。
事情起因是汉武帝长子兼皇位法定继承人——太子刘据因被弄臣術士江充、苏文等人誣陷以巫蛊詛咒父親，在无法自辩的情况下被迫以监国身份發兵起事诛杀江充，导致汉武帝以为儿子企图谋反而派丞相刘屈牦带兵镇压。两方对战导致长安城中死伤过万，最後太子兵败逃亡，在被追剿无路可逃之后自縊而死。其後汉武帝醒悟為太子平反又進行一波肅清，将涉案的所有因参与围剿太子而得赏的人员全部处死；负责镇压太子兵变的刘屈牦在之后也因遭巫蛊指控而被族灭，其当时率兵攻打匈奴的亲家李广利得知后因惶恐出击而兵败投降。
巫蛊之祸从发端到结尾，前后罹难有数萬人，造成了大量政治军事人才流失，如此以屠戮骨肉姻亲为主要对象的狱案，其时间之长、影响之大在中国历史上实属罕见。汉武帝丧失了培养多年的继承人，最终不得不在临终前才册里仅八岁的小儿子刘弗陵继位；同时也被迫彻底推翻之前的激进政策，为日后昭宣中兴的休养生息奠定了基础。

## 背景
古人迷信认为巫蛊之术（即巫术诅咒及用木偶傀儡埋在地下）可以害人。汉武帝一生沉迷女色，后宫有多位佳人先后失宠。为重新获得帝王的恩宠，后宫诸佳人多邀请女巫入宫，试图以巫术达到目标，同时对其所嫉妒者便施以巫蛊之术，一时间后宫迷乱，时有发生因后宫的巫蛊之事而牵连朝中大臣的事件。汉武帝晚年多病，也疑其為左右人巫蛊所致。
太初三年（前102年），最受汉武帝宠幸的钩弋夫人生下六皇子刘弗陵，因传言是怀胎十四个月如同尧帝传说，又以“尧母”自居。汉武帝老年得子，加上年幼的刘弗陵壮大聪明，更是愛不釋手，时常赞许说像自己。
太初四年（前101年），外戚李广利为将军出征匈奴，后又与刘屈牦联姻，支持五皇子刘髆的政治势力开始抬头。
皇后卫子夫因年老色衰早已失去汉武帝的愛宠，同时卫氏作为外戚家族虽权势强盛，但真正通过军功撑起影响力的卫青和霍去病二人早已过世。武帝晚年沉迷巫术，太子刘据和衛皇后都很难见到他。汉武帝晚年喜怒无常喜用酷吏，太子性格宽仁温和经常以监国身份平反冤狱因而颇得民心，这使得主張嚴刑峻法的官員不滿。随着政敌逐渐形成利益集团，太子刘据的地位越来越不稳固，诽谤中伤之人越来越多。有一次宦官蘇文上告“太子與宮人戲”，但武帝沒有處罰太子。又一次武帝身體不適，叫黃門常融召見太子，常融回報時說「太子有喜色」，武帝待太子來到後發現太子看似哭過卻又強顏歡笑，神態有異，追查後之下才知道是常融在背後構陷，遂斬殺常融。

## 經過
和元年（前92年），丞相公孙贺之子公孙敬声因为贪污北军公款被捕入狱，公孙贺为了给儿子抵罪，亲自抓获了当时被通缉的阳陵游侠朱安世。安世出于报复，在狱中上书揭发公孙敬声与阳石公主私通，并宣称公孙一家在甘泉宫驰道埋木偶人诅咒汉武帝。公孙贺父子被下狱后死在狱中，全家被贬为奴隶，同时还牵连阳石公主，和皇后卫子夫所生的另一个女儿诸邑公主以及卫青的长子卫伉全部被杀。卫氏在汉廷内部的政治盟友也因此损失殆尽。
当时汉武帝的宠臣江充曾得罪太子刘据，江充见武帝日渐年迈体衰，担心太子刘据继皇位后，对自己不利，便对武帝说：“宫中充满蛊气，巫蛊不除，陛下的病就很难好起来。”于是汉武帝任命江充追查巫蛊之事。江充先从失宠的后宫夫人查起，一直查到皇后和太子的住所，把屋里屋外都掘遍了，连一块木头都没有。所抓之人皆以酷刑逼供，导致冤狱横行。为了陷害太子，江充把事先准备好的桐木人拿出来，并宣扬说：“属太子府挖到的木人最多，还发现了太子诅咒陛下的帛书。我们应该马上奏明陛下，办他的死罪。”
刘据被逼得走投无路，想要面见当时正在甘泉宫养病的汉武帝，但是每次都被江充和黄门内侍苏文的手下挡了回来。刘据苦于无法自辩之时，太子少傅石德用赵高藉秦始皇之死逼死公子扶苏的事为例，劝说刘据起兵剿灭奸臣。刘据别无他法，便以谋反的罪名命武士将江充斩首示众，并在母亲卫皇后的支持下开始清剿江充余党。但是御史章赣和内侍苏文脱逃，并跑到武帝告太子造反。武帝起初不信，叫身边的一个小宦官到京城诏太子面圣。不料那個小宦官害怕太子会把他杀了，不敢与太子见面，没有进城就回去谎称：“太子的确造反了，太子还要杀我，我是逃出来的。”武帝信以为真，便派遣丞相劉屈氂发兵镇压，太子也释放了京城内的囚徒抗拒。
刘据命令長安的囚犯如侯持太子節杖，假冒聖旨領兵長水及宣曲的胡族騎兵。剛好侍郎马通從皇帝身邊出使長安，對胡兵們說如侯的節杖有詐，並將如侯斬首，反過來率領胡兵進入長安交大鴻臚商丘成指揮。刘据也派人持太子節杖去命令監北軍使者任安出兵協助。但任安在這次動亂中採取觀望態度，既不應太子，也沒有向丞相方面靠攏。
太子與丞相双方兵馬在长安街巷激战五日后，刘据兵败帶著兩個兒子出逃，皇后衛子夫隨即自殺。駐守城門的司直田仁放過太子和兩個皇孫從身邊逃出。劉屈氂得知後，要殺田仁，被御史大夫暴勝之勸止。
刘据逃至湖县（今河南省靈寶市）藏在泉鳩里一位好心的穷人家里，那家人以卖鞋为生，生活贫困难以负担太子一行人的吃住。太子恰好有一位朋友住在湖县，家里有钱，便使人去找他，卻被官吏发现。县令李寿和官卒张富昌就带兵捉拿太子，刘据无处可逃，自縊而死，得年38岁。兩位皇孙和屋主也在搏斗中被杀。李寿、张富昌两人随后带着刘据尸体进京领赏。

## 結果
刘据逃亡时，汉武帝正在震怒之中，朝中无人敢出面为太子求情。此时壶关三老令狐茂冒着死罪上书，阐明了太子不可能谋反的道理，汉武帝随后也意识到巫蛊之乱很可能是一件冤獄。刘据死后，汉武帝出于承诺不得不赏封了捕杀刘据一行人的官吏。之后一段时间，有关巫蛊案件破绽重重的消息逐渐被揭密，此时负责看守太庙的田千秋自稱被託夢，上書漢武帝，訟太子冤：“子擅自玩弄父親的兵器，其罪僅止於笞刑。太子有誤殺人，是什麼罪呢？臣曾經夢見一白髮老翁，叫臣對皇上進言。”漢武帝深感後悔，族滅江充全家及在泉鳩里加兵刃於太子者，焚宦官蘇文於橫橋上。

## 後續
事情水落石出后，汉武帝追悔莫及，建「思子宮」，後又便转手报复当初参与谋害太子刘据的人，相關人物被以各種理由被杀或被迫自殺，被诛杀牵连甚廣，国本动摇。
征和三年（前90年），内侍郭穰密告丞相劉屈氂夫人用巫蛊诅咒汉武帝，并與貳師将军李廣利共禱祠，欲令武帝五子昌邑王劉髆為帝。後劉屈氂被腰斬於東市，其妻梟首華陽街，李廣利妻子被捕。李广利当时正在前线打仗，得知消息后仓促出击匈奴，兵败后投降，后来因为得狐鹿姑单于礼待遭卫律嫉妒在其計謀下被匈奴人祭神所杀。
后元元年（前88年），与江充友善的侍中仆射马何罗和曾因镇压卫太子立功的重合侯马通、马安成两个弟弟私下谋逆，持刀入武帝卧室行刺，但被金日磾发觉搏拘，依谋反律一并斩首，全家骈诛。
李广利被族灭后不到两年，刘髆去世，汉武帝六子只剩下李姬所生的三子燕王刘旦、四子广陵王刘胥以及钩弋夫人所生的幼子劉弗陵三个，其中刘旦、刘胥因品行不端颇受武帝厌恶。漢武帝死後，年仅八岁的刘弗陵在霍光、上官桀、桑弘羊和金日磾的辅佐下登基，是為漢昭帝。漢昭帝在位13年后早逝無子，霍光和张安世等人於是拥立刘髆之子劉賀，但刘贺登基不到一个月就因品行恶劣又被霍光和上官皇后廢掉。然後，霍光在丙吉的提议下立了刘据唯一倖存的孙子劉病已為漢宣帝，漢朝帝位在十八年后最終再度回到刘据的後裔手上。

## 相关人物
- 武帝宫廷
  - 汉武帝刘彻，错杀太子刘据，逼死皇后卫子夫。
  - 皇后卫子夫，动用亲兵支持儿子释放狱中囚犯并私开武库武装民军，太子兵败后不能自明，交出皇后玉玺在椒房殿自縊。曾孙刘询即位后追尊为“思后”，改葬思后园（今西安市丰禾路至劳动公园一带）。
- 公孙敬声案（征和元年）
  - 太仆公孙敬声，公孙贺之子，因挪用公款入狱，死于狱中。
  - 丞相公孙贺，为了赎助儿子公孙敬声而去负责抓捕朱安世，受到朱安世反向指控后被弹劾入狱，死于狱中。
  - 京师大侠朱安世，著名游侠，被捕后反咬指控公孙贺父子暗埋巫蛊，引发巫蛊之祸。巫蛊之祸后被处死。
  - 丞相夫人卫君孺，皇后卫子夫的长姐，受丈夫牵连，处死。
  - 卫长公主，即当利公主，下落不明（可能已去世）。
  - 平阳侯曹宗，夷候曹时之孙，大将军卫青继孙，处以完刑为城旦，废除封国，不久后去世。
  - 诸邑公主，卫子夫之女，处死。
  - 阳石公主，一说即卫子夫之女石邑公主，被指控与公孙敬声通奸，处死。
  - 长平侯卫伉，卫青长子，处死。
- 衛太子一方
  - 皇太子刘据，兵败逃亡湖县泉鸠里，自杀。汉宣帝即位后追封“戾太子”。
  - 皇太子妃史良娣，皇太子刘据妾室，处死。汉宣帝即位后被追封“戾后”。
  - 皇太孙刘进，皇太子刘据长子，处死。
  - 皇太孫妃王翁須，皇太孫刘进之妻，处死。
  - 皇曾孙刘病已，皇太孙刘进之子，刘据家唯一幸存者，尚未满月即被下狱，为狱吏邴吉收养，后即位为汉宣帝。
  - 太子少傅石德，被景建俘获，下落不明，或被处死。
  - 太子宾客张光，被商丘成俘获，下落不明，或被处死。
  - 太子舍人无且，下落不明，或被处死。
  - 长安囚如侯，被马通所捕杀。
  - 卫不疑，卫青之子，下落不明。
  - 卫登，卫青之子，因之前已失侯未受牵连。
  - 光禄大夫霍光，霍去病之异母弟弟，明哲保身未受牵连，后为武帝托孤之臣。
  - 大司马大将军、长平候卫青，卫氏兄弟的父亲，卫皇后之弟，在巫蛊之乱前夕亡故，他的死使太子失去了最后的靠山。
  - 大司马骠骑将军、冠军候霍去病，卫青外甥，霍光之兄，巫蛊之乱前亡故。
  - 因杅将军公孙敖，卫青挚友，因卷入巫蛊之乱被灭族。
- 治太子宫巫蛊狱者
  - 绣衣使者江充，巫蛊之祸始作俑者，被太子亲手杀死。
  - 按道侯韩说，被太子门客格杀。
  - 御史章赣，被太子门客击伤。苏文被焚刑后不知所终。
  - 黄门苏文，江充死后向汉武帝谎称太子谋反，巫蛊之祸后被武帝烧死于横桥之上。
- 镇压卫太子之功臣
  - 丞相刘屈氂，领兵镇压长安太子民军有功。征和三年（公元前90年）因其妻被内侍郭穰揭发以巫蛊诅咒武帝被腰斩，族灭。
  - 侍郎马通，参与镇压长安太子民军有功。后元元年（公元前88年）因参与兄长马何罗谋反被处死。
  - 大鸿胪商丘成，参与镇压长安太子民军有功。后元元年（公元前88年）坐大不敬，自杀。
  - 长安男子景建，参与镇压长安太子民军有功。后元元年（公元前88年）因谋反被处死。
  - 新安令史李寿，湖县追剿卫太子有功。因送李广利征匈奴出长安街被杀。
  - 山阳卒张富昌，湖县追剿卫太子有功。后来被武帝用毒酒鸠杀。
- 其他
  - 司直田仁，放卫太子出城门逃亡，武帝以其欲坐观成败，有貳心，处以腰斩。
  - 护北军使者任安，受卫太子节却闭门不出，武帝以其欲坐观成败，有两心，处以腰斩。
  - 浚稽将军浞野侯赵破奴，霍去病下属，因卷入巫蛊之乱被灭族。
  - 御史大夫暴胜之，为田仁辩解，遭武帝驳斥，惶恐自杀。
  - 汉武帝身边的小宦官，向武帝谎称太子已谋反，直接导致武帝出兵镇压太子，后下落不明（历史并未记载，有可能被杀或自杀）

## 影响
這次巫蛊之乱對漢朝及劉姓皇族影響深遠。大量政治上层人物被杀，国本动摇，有学者认为巫蛊之祸实为西汉由盛转衰的转折点。巫蛊之乱發生於国都，前后十万人受到牵连，一时人人自危，统治者的权威和信任大大受到挑战。
卫太子刘据自杀，汉武帝失去原本的繼承人，多年培养的接班人计划落空，刘氏宗室多人受牵连，朝中大臣也多受诛连。汉武帝临终前册立仅八岁的幼子刘弗陵继位，但因惧怕“子幼母壮”而赐死其母钩弋夫人，使得刘弗陵在日后没有外戚势力来权衡霍光、上官桀、桑弘羊和金日䃅四个摄政大臣，导致后来因金日䃅早亡、上官桀和桑弘羊因勾结燕王刘旦谋反失败被杀后霍光的专权。
巫蛊之祸后不久，汉武帝下輪台詔，开始反思其执政策略，减少军事行动而将注意力更多转向“富民”，并将为太子鸣冤的田千秋拜相。霍光专政后延续了轮台诏中的政策调整，使得之后的昭宣之治得以成功。
后世多位历史学者认为，巫蠱之禍是漢武帝在年老之時對於維護個人權力的政治清洗，皇帝一旦到了年老之時，唯恐失去權力，對權力會有變態式的維護。“巫蛊之祸”其实也是汉武帝对外戚集团的一次大洗牌，由於衛氏，李氏的權力基礎增大，武帝為了防止無法控制，故有清洗這兩個政治集團之心。且巫蠱之禍本質上是一個奪權政治鬥爭。最终李氏外戚集团（代表人物：李广利、刘屈髦）遭到族诛，同样遭到打击的卫氏外戚集团（代表人物：皇后卫子夫、大将军卫青）只剩下了卫不疑、卫登、霍光3人。

### 引用
1. ↑  司马光《资治通鉴》“太子立车北军南门外，召护北军使者任安，与节，令发兵。安拜受节；入，闭门不出。太子引兵去，驱四市人凡数万众，至长乐西阙下，逢丞相军，合战五日，死者数万人，血流入沟中。民间皆云“太子反”，以故众不附太子，丞相附兵浸多。”
2. 1 2  徐卫民、刘江伟《西汉巫蛊之祸发生的原因及其影响》
3. ↑  司马光《资治通鉴》“女巫往来宫中，教美人度厄，每屋辄埋木人祭祀之。因妒忌恚詈，更相告讦，以为祝诅上，无道。上怒，所杀后宫延及大臣，死者数百人”
4. ↑  《汉书·卷九七上》孝武钩弋赵婕妤传载“拳夫人进为婕妤，居钩弋宫，大有宠，太始三年生昭帝，号钩弋子。任身十四月乃生，上曰：‘闻昔尧十四月而生，今钩弋亦然。’乃命其所生门曰尧母门。”
5. ↑  《汉书·卷九十七上·外戚传第六十七上》：钩弋子年五六岁，壮大多知，上常言“类我”，又感其生与众异，甚奇爱之，心欲立焉。
6. ↑  子弄父兵，罪當笞。天子之子過誤殺人，當何罪哉！臣嘗夢一白頭翁教臣言